# U-Turn (singolo)
U-Turn è una canzone del cantante R&B Usher, estratta come quarto singolo dall'album del 2001 8701.

## Il brano
Il brano è stato scritto da Usher, Jermaine Dupri e Brian Michael Cox, e prodotto da Dupri, e rappresenta un cambio di stile del cantante rispetto alle precedenti ballate R&B, per passare ad uno stile più dance. Il singolo è riuscito ad entrare nelle top ten dell'Australia, nelle top 20 del Regno Unito e della Svizzera e nella top 40 dei Paesi Bassi. Nonostante il moderato successo del brano, il singolo non è stato pubblicato negli Stati Uniti.

## Il video
Il video musicale prodotto per U-Turn è stato diretto da Little X, ed è quasi interamente incentrato su Usher, ed il suo gruppo di danzatori, interpretare una coreografia in un ambiente dallo sfondo giallo.

## Tracce
1. U-Turn (Album Version)
2. U-Turn (The Almighty Mix)
3. U-Turn (The Almighty Dub)
4. U-Turn (Video - Plus 'Behind The Scenes' Footage)

## Classifiche
| Classifica  | Posizione più alta |
| ----------- | ------------------ |
| Australia   | 7                  |
| Germania    | 51                 |
| Svezia      | 51                 |
| Svizzera    | 22                 |
| Paesi Bassi | 27                 |
| Regno Unito | 16                 |